# Henri Huvelin
Henri Huvelin (Laon, 7 de octubre de 1830-París, 10 de julio de 1910) fue un sacerdote francés famoso por sus cualidades como confesor y director espiritual, puestas de manifiesto en su interacción con personalidades famosas de su tiempo, tales como san Carlos de Foucauld, Émile Littré y Friedrich von Hügel, entre otros. Carl Gustav Jung, el célebre psiquiatra, psicólogo y ensayista suizo, habría declarado a Henri Huvelin como quien más se aproximó en toda la Historia a sus métodos de dirección espiritual.

## Sus primeros años
Henri Huvelin nació el 7 de octubre de 1830 en Laon, departamento de Aisne (Francia), en una familia de un padre ateo hasta 1873 y de una madre muy devota que murió en 1855. Vivieron en la «rue Richer» de París. Henri estudió en el Liceo Condorcet (Lycée Impérial). Estudiante brillante, ganó el primer premio en el Concurso general en versión griega. Desde el principio, se decidió a ser sacerdote. Hizo un retiro en la abadía de Bellevaux. Su objetivo principal fue frustrado inicialmente por su padre, quien siempre objetó que Henri entrara en la Trapa. El sueño del padre era que su hijo hiciera una carrera académica de prestigio. A la espera de seguir su vocación, Henri Huvelin cursó tres niveles de filosofía, las letras griegas y después cursó en la Escuela Normal Superior de París (École Normale Supérieure).
Cursó en el Seminario francés de Roma durante tres años. Pasó a la trapa de Aiguebelle. En 1865 fue nombrado profesor en el Seminario Menor de Saint-Nicolas-du-Chardonnet.

## Sacerdocio

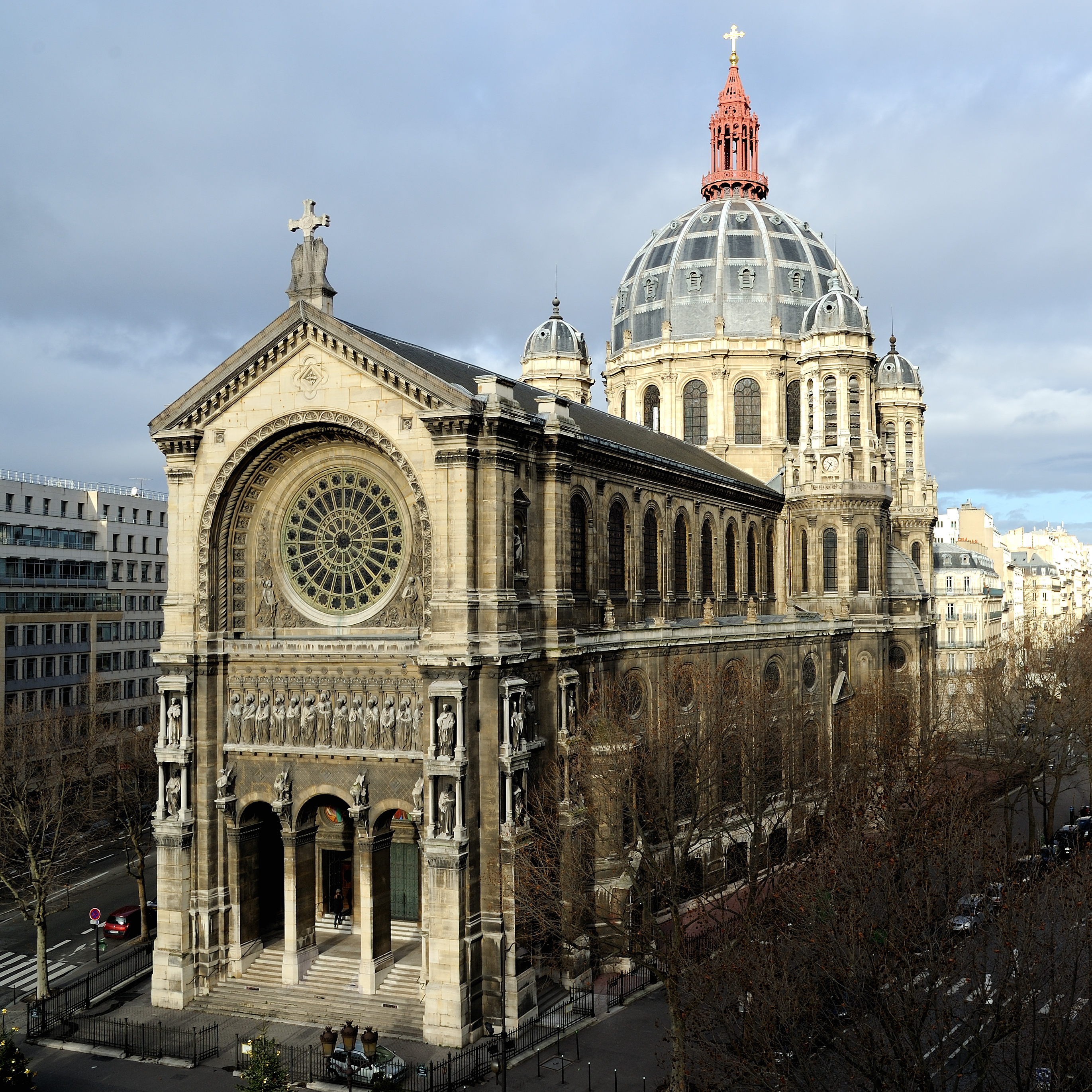
Iglesia San Agustín, París.

Fue ordenado sacerdote el 15 de junio de 1867. Fue nombrado párroco de San Eugenio (distrito IX) y, en 1875, de la Iglesia de San Agustín de París (distrito VIII), donde permaneció como vicario hasta su muerte. Para una mejor atención de los fieles, se negó a dar cátedra en el Instituto Católico de París.
Entre 1875 a 1886, el abate Huvelin brindó conferencias a los jóvenes de entre 14 y 18 años, y cursos de historia de la Iglesia y de moral evangélica que fueron un éxito en ese período de la espiritualidad francesa.

## Confesor célebre
A partir de 1880, Henri Huvelin, se sintió abrumado por una enfermedad que lo aquejaba, pero eso no evitó que confesara en cualquier momento y que irradiara misericordia a todos los que acudían a él. En su confesonario, rodeado de un silencio respetuoso, administraba en cualquier momento del día el sacramento de la reconciliación. Escuchaba durante horas mientras los fieles acudían en masa a París para confesarse con él y recibir su consejo, formando una larga cola en la sacristía. Fuera de la iglesia, su apartamento en el número 6 de la «rue de Laborde» siempre estaba lleno de personas en el recibidor que esperaban con la seguridad de que tarde o temprano serían recibidas. También escribió muchas cartas a aquellos que lo eligieron como director espiritual.
Su apostolado consistía en mostrar con paciencia mucha amistad a quienes trataba. Él decía:

Cuando se quiere convertir a un alma, no hay que predicarle. El mejor medio no es echarle sermones, sino probarle que se la quiere.
Sermón del 28 de abril de 1887

Se lo consideró uno de los grandes directores espirituales del siglo XIX.

## La conversión más famosa

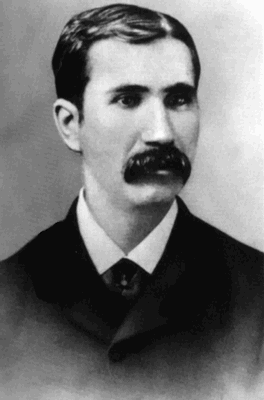
San Carlos de Foucauld, en 1886.

Carlos de Foucauld, que vivía entonces en la calle Miromesnil, al saber de él por su tía, Madame de Moitessier, comenzó a asistir a la Iglesia de San Agustín de París, donde oficiaba el Padre Henri Huvelin. Foucauld, por entonces espiritualmente inquieto, repetía la oración: «Dios mío, si existes, haz que yo te conozca». El 30 de octubre de 1886, Carlos decidió encontrarse con el P. Huvelin en su confesonario de la iglesia. Carlos no fue para confesarse pues, como le comentó a Huvelin, él no tenía fe. Huvelin le preguntó si alguna vez había creído. Él respondió que había sido creyente hasta trece años antes, pero que en ese momento era incapaz de creer, que los misterios, los dogmas y los milagros constituían obstáculos. Huvelin le dijo que estaba equivocado: que lo que le faltaba para creer era un corazón puro y, luego de un rato de conversación, le instó a confesarse. Luego de arrodillarse y de revisar y confesar su vida, recibió la absolución. A continuación, Huvelin le preguntó si había comido algo, a lo que Carlos le respondió negativamente. Huvelin le indicó que recibiera allí mismo la eucaristía. Recordando ese momento, escribió años más tarde:

Tan pronto como creí que había un Dios, comprendí que no podía hacer otra cosa que vivir para él. Mi vocación religiosa data de la misma hora de mi fe. ¡Dios es tan grande! Hay tanta diferencia entre Dios y todo aquello que no lo es.
Carta a Henri de Castries, 1 de diciembre de 1916

Esta conversión condujo a Carlos a un cambio radical de la vida. En la tercera capilla de la nave de Saint-Augustin, a la derecha, hay una placa recordatoria: «Aquí, Carlos de Foucauld se convirtió en su confesión con el Padre Huvelin, en octubre de 1886. Se hizo sacerdote el 9 de junio de 1901 y celebró la misa varias veces en esta iglesia.»
Una frase corta de un sermón del Padre Huvelin acerca del «último lugar» guiaría a Carlos de Foucauld toda su vida: «Jesús tomó el lugar más bajo, que nadie ha sido capaz de robarle».

## Vínculo con otras personalidades

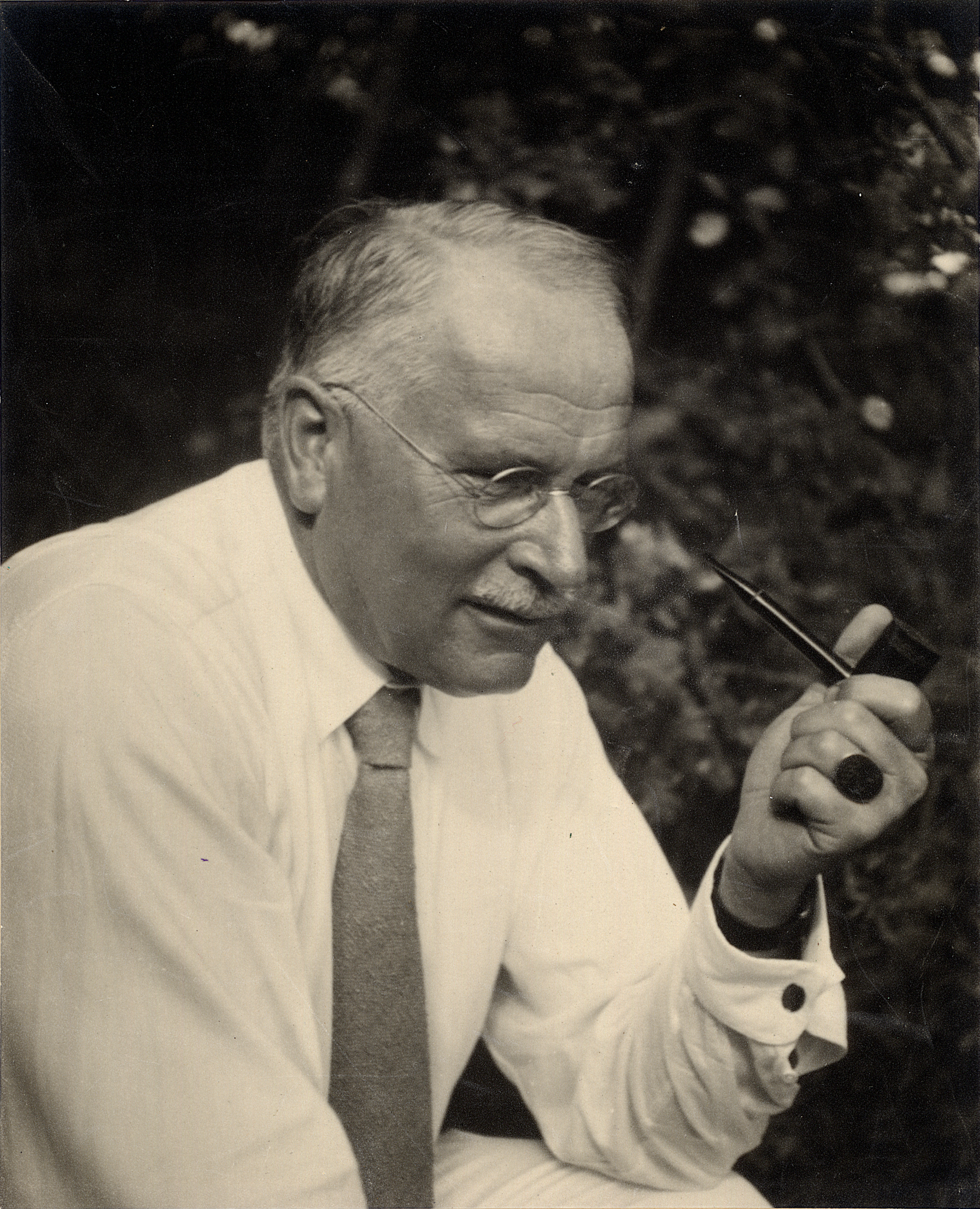
Carl Gustav Jung, médico psiquiatra, psicólogo y ensayista suizo, creador de la psicología analítica.

Por otro lado, el padre Huvelin parece haber sido responsable de la conversión de espíritu del famoso Émile Littré, quien en su lecho de muerte cambió de filósofo positivista en católico. La investigación sobre este hecho recibió recensiones positivas.
También fue el director espiritual del barón Friedrich von Hügel, teólogo, escritor y hombre de derecho católico. El encuentro de Maurice Blondel con Huvelin en el verano de 1893 ayudó al entonces joven filósofo en su decisión de permanecer en el estado laical.
Según Chester P. Michael, Carl Gustav Jung habría declarado que el P. Henri Huvelin sería la persona que más se aproximó en toda la historia a sus métodos de dirección espiritual.

## Su muerte
Henri Huvelin murió el 10 de julio de 1910. Sus últimas palabras fueron: «No se puede amar lo suficiente.» El Padre Huvelin está enterrado en el Cementerio de Montmartre.